# Regierung Thilges
Die Regierung Thilges war vom 20. Februar 1885 bis 22. September 1888 die Regierung im Großherzogtum Luxemburg, die von Staatsminister Édouard Thilges gebildet wurde. 
Thilges Amtsvorgänger Félix de Blochausen hatte wegen seiner Verstrickung in dubiose Finanzgeschäfte 1885 seinen Rücktritt erklären müssen. Dessen Amtsvorgänger Emmanuel Servais hatte für die Bildung einer neuen Regierung sondiert und schließlich den früheren Generaldirektor für Gemeindeangelegenheiten  vorgeschlagen, der erst nach einigem Zögern das Amt angenommen und eine Regierungsmannschaft im Zeichen der Kontinuität zusammengestellt hatte. Alle Generaldirektoren wurden aus der Vorgängerregierung übernommen. 
Bis auf den Zusammenbruch der Banque Fehlen & Cie im Jahr 1886, die sich von den durch den Konkurs der Banque nationale im Jahr 1881 erlittenen Verlusten nicht hatte erholen können, war die wirtschaftliche Lage während der Amtszeit der Regierung stabil. Die öffentlichen Finanzen entwickelten sich unter Leitung von Generaldirektor Mathias Mongenast positiv. Dazu trugen die erheblich gestiegenen Staatseinnahmen bei, die der wirtschaftlichen Entwicklung  im Zollverein und dem Aufstieg der Stahlindustrie zu verdanken waren. Dadurch konnten erhebliche Mittel in die Fertigstellung des lokalen Eisenbahnnetzes investiert werden. 
Der Liberale Thilges befürwortete die Nichteinmischung des Staates in das Funktionieren der Wirtschaft, auch wenn einige Sektoren vorübergehend in Schwierigkeiten gerieten. Der wirtschaftliche Erfolg oder Misserfolg lag aus seiner Sicht in der Eigenverantwortung der Wirtschaftssubjekte. Am 8. September 1888 reichte Édouard Thilges aus gesundheitlichen Gründen seinen Rücktritt beim König-Großherzog ein. Paul Eyschen, der bisherige Generaldirektor der Justiz unter Blochausen und Thilges, übernahm die Nachfolge und führte die Regierung 27 Jahre lang, bis zu seinem Tod 1915.
Der Regierung Thilges gehörten folgende Kabinettsmitglieder an:

## Regierung Thilges (20. Februar 1885 bis 22. September 1888)
| Amt                                     | Amtsinhaber       | Beginn der Amtszeit | Ende der Amtszeit  |
| --------------------------------------- | ----------------- | ------------------- | ------------------ |
| Staatsminister, Präsident der Regierung | Édouard Thilges   | 20. Februar 1885    | 22. September 1888 |
| Auswärtige Angelegenheiten              | Édouard Thilges   | 20. Februar 1885    | 22. September 1888 |
| Inneres                                 | Henri Kirpach     | 20. Februar 1885    | 22. September 1888 |
| Justiz                                  | Paul Eyschen      | 20. Februar 1885    | 22. September 1888 |
| Finanzen                                | Mathias Mongenast | 20. Februar 1885    | 22. September 1888 |